# 大内村 (宮城県)
大内村（おおうちむら）は、昭和29年（1954年）まで宮城県伊具郡の阿武隈川東岸にあった村。現在の丸森町大内にあたる。

## 沿革
- 明治22年（1889年）4月1日 - 町村制施行にともない、大内村と伊手村が合併して新制の大内村が発足。
- 昭和29年（1954年）12月1日 - 丸森町・金山町・大張村・耕野村・小斎村・舘矢間村・筆甫村と合併し、新制の丸森町となる。

## 行政

### 歴代村長
| 代 | 氏名       | 就任                       | 退任                       | 備考 |
| -- | ---------- | -------------------------- | -------------------------- | ---- |
| 1  | 菊地宗治   | 明治22年（1889年）4月      | 明治30年（1897年）4月      |      |
| 2  | 横山宗治   | 明治30年（1897年）5月      | 明治34年（1901年）5月      |      |
| 3  | 菊地慶馬   | 明治34年（1901年）5月      | 明治38年（1905年）5月      |      |
| 4  | 横山宗治   | 明治38年（1905年）5月      | 大正2年（1923年）5月       | 再任 |
| 5  | 菊地慶馬   | 大正2年（1923年）5月10日   | 大正9年（1920年）3月31日   | 再任 |
| 6  | 阿部侃兵衛 | 大正9年（1920年）12月28日  | 大正13年（1924年）12月27日 |      |
| 7  | 高橋直吉   | 大正14年（1925年）2月25日  | 昭和4年（1929年）2月24日   |      |
| 8  | 笠間定作   | 昭和4年（1929年）2月25日   | 昭和8年（1933年）2月24日   |      |
| 9  | 高橋直吉   | 昭和8年（1933年）2月25日   | 昭和11年（1936年）8月7日   | 再任 |
| 10 | 佐藤舛之丞 | 昭和11年（1936年）8月19日  | 昭和15年（1940年）8月18日  |      |
| 11 | 石田専之助 | 昭和15年（1940年）8月19日  | 昭和16年（1941年）12月15日 |      |
| 12 | 霜山守治   | 昭和16年（1941年）12月17日 | 昭和21年（1946年）8月3日   |      |
| 13 | 水沼良兵衛 | 昭和21年（1946年）8月13日  | 昭和21年（1946年）11月20日 |      |
| 14 | 目黒武雄   | 昭和22年（1947年）4月6日   | 昭和29年（1954年）11月30日 |      |

## 防災
- 大内村消防団
  - （組織体制）4分団14班で構成。
  - （団員数）200名
  - （装備）当時の装備は動力消防ポンプ1台、手押し腕用消防ポンプ13台であった。

## 教育
- 大内村立大内小学校
  - 大内村立大内小学校青葉分校
  - 大内村立大内小学校伊手分校
  - 大内村立大内小学校黒佐野分校
- 大内村立大内中学校